# Julio Alberoni
Giulio Alberoni, també conegut, en castellà, com Julio Alberoni (Fiorenzicola, 31 de maig de 1664 - 1664 - Piacenza, 16 de juny, 1752) va ser un cardenal italià, que fou un primer ministre de Felip V.
Nasqué dins una família humil –era fill d'un vinyater– al ducat de Parma (actualment a Itàlia); primerament s'educà a l'escola de monjos barnabites de Piacenza, i més tard, per mediació dels vicelegats papals de Ravenna, estudià la carrera eclesiàstica. El jove sacerdot, dotat de facultats i fina educació, va esdevenir secretari del duc de Vendome, cap de les tropes castellano-franceses durant la guerra de Successió i amb qui arribà a Espanya, on assolí des de llavors tota classe de consideracions; a la mort d'aquell el 1712, entrà al servei del duc de Parma com ambaixador davant la cort espanyola.
En aquest càrrec aconseguí concertar la boda de Felip V d'Espanya amb Isabel Farnese, neboda del duc de Parma (1714). La conseqüència d'aquest matrimoni fou la caiguda de la princesa dels Ursins, fins llavors omnipotents a la cort espanyola. Assolí el favor d'Isabel de Farnese (reina consort d'Espanya) va fer una fulgurant carrera. Isabel va anomenar-lo ministre el 1717, després d'haver estat nomenat cardenal pel Papa.
A partir de llavors, Alberoni governà de manera absoluta, d'acord amb la reina. En el seu cos menut, i desfigurat per una gran obesitat, hi vivia una voluntat de ferro, un esperit flexible i una força incansable per al treball. Posà en ordre la hisenda, augmentà el contingent de l'exèrcit a cent mil homes i el de la marina de guerra a setanta bucs de línia; feu venir de l'estranger bons arquitectes i artífexs per a servir de mestres als espanyols; aixecà fàbriques i millorà les vies fluvials; fundà escoles de marineria i magatzems, i extirpà de l'administració de justícia diversos abusos.
En veure's empès a una política d'aventures per la reina Isabel, la qual es proposà reconquerir Milà, Nàpols, Sicília i Sardenya per a la casa reial espanyola i poder procurar així trons estrangers als seus fills exclosos de la successió al tron d'Espanya, Alberoni impulsà l'organització d'una poderosa flota i un exèrcit regular i feu ocupar Sardenya el 1717 i Sicília el 1718. Per a oposar-se a aquesta ocupació espanyola, es signà la quàdruple aliança entre Anglaterra, Àustria, França i els Països Baixos. El poder naval d'Espanya fou neutralitzat per complet a la batalla del cap Passaro, el 22 d'agost de 1718, per l'esquadra anglesa menada per l'almirall George Byng.
Ben aviat també França declarà la guerra a Espanya (a principis de 1719 i com a conseqüència de la Conspiració de Cellamare) i envià un exèrcit a través dels Pirineus, mentre que els austríacs avançaren cap a Sicília i els anglesos ocuparen Galícia. Per pressió dels aliats, Alberoni fou destituït de tots els càrrecs el 5 de desembre de 1719 i obligat abandonar Madrid en el terme de vuit dies, i Espanya en el de tres setmanes. Marxà a Itàlia, però allà fou amenaçat amb un procés pel papa Climent XI, pel qual es retirà a un convent de Bolonya. Després de la mort de Climent XI el 1721, prengué escó en el Conclave i tingué part en l'elecció del nou papa Innocenci XIII, el qual gaudia de la seva estimació. Climent XII l'anomenà el 1734 legat de Ravenna, i Benet XIV, legat de Bolonya. Després de regir durant tres anys aquesta província, Alberoni tornà a Piacenza. Quasi tota la seva colossal fortuna fou confiscada caient en mans de Felip V d'Espanya; els seus manuscrits es publicaren amb el nom de Test.
En política interior impulsà una línia de reformes econòmiques. Cap a l'exterior, tractà de tornar a Espanya el seu paper de potència europea i recobrar les antigues possessions italianes perdudes pel tractat d'Utrecht, mitjançant la Conspiració de Cellamare, amb la qual a través d'Anne-Louise Bénédicte de Bourbon-Condé, esposa de Lluís August de Borbó, pretenia que Felip V d'Espanya fos el regent de França en lloc de Felip III d'Orleans.
Guillaume Dubois, Secretari d'Estat d'Afers Exteriors de França va formar la Quàdruple Aliança, i la derrota militar i diplomàtica d'Espanya davant l'Aliança el 1718 obligà a Felip V de prescindir del cardenal, qui va haver d'abandonar Espanya i morí a Piacenza.